# Ghiacciaio Blériot
Il ghiacciaio Blériot (in inglese Blériot Glacier) (64°25′S 61°10′W) è un ghiacciaio situato sulla costa di Danco, nella parte occidentale della Terra di Graham, in Antartide. Il ghiacciaio, il cui punto più alto si trova 631 m s.l.m., si trova, in particolare a est della cala di Salvesen e del ghiacciaio Zimzelen e a sud-ovest del ghiacciaio Cayley.

## Storia
Il ghiacciaio Blériot è stato mappato per la prima volta nel 1957 dal British Antarctic Survey, che all'epoca si chiamava Falkland Islands Dependencies Survey (FIDS), grazie a fotografie aeree scattate da alcuni membri della stessa organizzazione in una spedizione del 1956-57. Esso è stato poi così battezzato nel 1960 dal Comitato britannico per i toponimi antartici in onore di Louis Blériot (1872—1936), il pioniere dell'aviazione francese che, il 25 luglio 1909, a bordo di un monoplano Blériot XI di sua costruzione, compì la prima trasvolata del canale della Manica.